# ZNF350
ZNF350‏ (Zinc finger protein 350) هوَ بروتين يُشَفر بواسطة جين ZNF350 في الإنسان.